# 岡山西部総合公園
岡山西部総合公園（おかやませいぶそうごうこうえん）は、岡山県岡山市北区にある建設中の総合運動施設。『人々が関わることで育まれる都市の森』をコンセプトとし、岡山操車場跡地に整備が進められている。

## 沿革
平成30年度　多目的広場（岡山ドーム東側グラウンド）供用開始
令和元年度　イベント広場供用開始
令和３年度　立体駐車場、管理棟、見晴らしの丘供用開始

## 周辺施設
- 岡山ドーム
- 北長瀬駅

## アクセス
- 鉄道 － JR西日本山陽本線北長瀬駅より徒歩7分。
- 路線バス － 岡山駅東口バスターミナル6番のりばから｢下撫川・中庄線｣（両備バス、岡電バス、下電バス共同運行）乗車、｢岡山ドーム入口｣下車